# Буэа
Буэ́а (англ. Buéa, фр. Buéa) — город на юго-западе Камеруна, столица Юго-Западного региона и, с 2017 года, непризнанного государства Амбазония. Население 47,3 тыс. человек (данные 2001 года), вместе с прилегающими посёлками — 150 тыс. человек.

## География
Город расположен в 80 километрах к западу от Дуалы, в 15 километрах к северу от города Лимбе и Атлантического океана, на юго-восточном склоне вулкана Камерун высотой 4070 метров. 

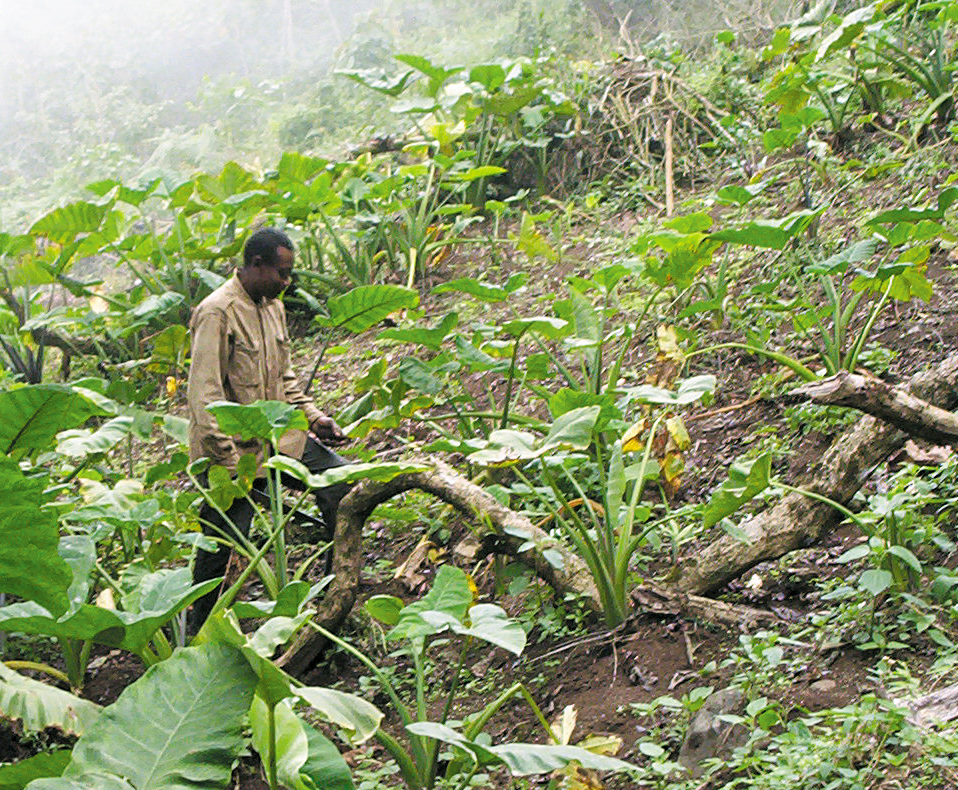
Ферма по выращиванию таро в Буэа

## Климат
Восточное подножие вулкана Камерун — одно из самых дождливых мест в Африке, дожди идут 250 дней в году. Иногда дожди идут непрерывно в течение нескольких недель. Вместе с тем в городе есть чётко выраженные сезоны дождей и засухи. Для города также характерны влажные туманы. Среднегодовая температура несколько ниже, чем в других районах Камеруна.

## История
На территории города изначально проживало племя баквири, в 1891 году в данный район немцами была направлена экспедиция. В результате баквири были вынуждены потесниться, а немцы начали создавать в этом районе плантации. В 1901 году Буэа стал столицей Германского Камеруна (столица была перенесена из Дуалы). Но 26 апреля 1909 года произошло извержение вулкана Камерун, и немцы вернули столицу в Дуалу. После Первой мировой войны Буэа перешёл к англичанам, а в 1949 году стал административным центром Британского Камеруна. Очередное извержение произошло в 1922 году и длилось две недели, многие плантации в окрестностях Буэа погибли. Лава дошла даже до океана, вода в котором закипела из-за высокой температуры. Следующее извержение наблюдалось в 1954 году, длина лавового потока составляла 4 километра, ширина — 100 метров, а глубина — 20 метров. Через 5 лет, в 1959 году, случилось ещё одно извержение. Последнее извержение было зафиксировано в марте 1999 года, когда огненная лава засыпала автодорогу и пришлось строить объездную дорогу.
В 1961 году Буэа вошёл в состав объединённой независимой республики Камерун. В апреле 1993 года англоязычными жителями Камеруна в городе Буэа был организован митинг, на котором было озвучено недовольство засильем в стране франкоязычного населения и прозвучало требование возврата федеративного устройства страны.

## Население
Когда-то основное население города составляли баквири, но с появлением университета в городе наблюдается приток самых различных этнических групп, и доля баквири в населении постепенно сокращается.
| Численность населения по годам (тыс. чел.) |      |      |      |      |
| Дата оценки или переписи                   | 1967 | 1987 | 2001 | 2008 |
| Численность населения                      | 9,1  | 32,9 | 47,3 | 57,2 |

## Образование
Буэа имеет свой университет, единственный в англоязычной части Камеруна. Университет включает семь факультетов.

## Религия
Буэа является центром католической епархии.

## Экономика
Основная отрасль — производство чая, рядом с Буэа расположены плантации, а в самом городе — чайная фабрика.

## Транспорт
Соединён автодорогой с городами Дуала, Тико, Лимбе и Кумба, железной дорогой с городом Лимбе. Дорога от Дуалы в очень хорошем состоянии, весь путь до Буэа занимает около полутора часов. Собственного аэропорта у города нет, жители и туристы пользуются аэропортом в городе Тико.

## Достопримечательности
- Соседний вулкан Камерун — главная достопримечательность города. Буэа считается отправной точкой для подъёма на его вершину.
- Немецкая церковь Энгельскирхе.[3]
- Чайная улица — дорога, которая тянется на несколько километров в направление океана вдоль чайных плантаций.
- Дома колониальной постройки, из которых выделяется губернаторский дворец, бывшее место жительства губернатора Йеско фон Путткамера. Губернатор построил себе настоящий замок, баварская архитектура которого смотрится очень необычно в центральноафриканском городе. Некоторые дома сейчас находятся в тяжёлом состоянии и нуждаются в реконструкции.
- Фонтан с изображением Бисмарка 1899 года постройки, находящийся перед почтамтом.
- Немецкое кладбище.
- Французский культурный центр (L’Alliance franco-camerounaise).

## Спорт
Ежегодно в январе проводится необычный кросс, участники которого должны добежать до вершины вулкана (4070 метров) и вернуться обратно. Появление данного мероприятия обусловлено пологими склонами Камеруна, которые дают возможность без особых затруднений добраться до вершины. Общая протяжённость забега составляет 27 километров (13,5 километра в одну сторону), на его преодоление уходит 4—5 часов.

## Прочее
В Буэа расположено консульство Нигерии, которое выдаёт нигерийские визы не только жителям Камеруна, но и иностранным гражданам. Для туристов в городе расположено много отелей различного класса с ресторанами и ночными клубами. В городе также развит экологический туризм.